# 那吉河 (恩平)
那吉河，也称车田河，位于中华人民共和国广东省西南部，是那龙河右岸支流，发源于恩平市西南部那吉镇河排林场东坑工区西北的狗头岭，蜿蜒向东南流经那北村、那吉镇治、大槐镇锦岭村、锦坪村、阳江市阳东区那龙镇那安村、鹿安村等村镇，于那龙镇那龙村以西汇入那龙河。河长27千米，流域面积148平方千米。